# Červená Lhota (Bílá Lhota)
Červená Lhota je vesnice, část obce Bílá Lhota v okrese Olomouc. Nachází se asi 1 km na severozápad od Bílé Lhoty. V roce 2009 zde bylo evidováno 83 adres. V roce 2001 zde trvale žilo 202 obyvatel.
Červená Lhota leží v katastrálním území Červená Lhota u Řimic o rozloze 1,3 km2.

## Historie
První písemná zmínka o vsi pochází z roku 1407.

## Obyvatelstvo

### Struktura
Vývoj počtu obyvatel za celou obec i  za jeho jednotlivé části uvádí tabulka níže, ve které se zobrazuje i příslušnost jednotlivých částí k obci či následné odtržení. 
| Místní části   | Místní části       | 1869 | 1880 | 1890 | 1900 | 1910 | 1921 | 1930 | 1950 | 1961 | 1970 | 1980 | 1991 | 2001 | 2011 |
| -------------- | ------------------ | ---- | ---- | ---- | ---- | ---- | ---- | ---- | ---- | ---- | ---- | ---- | ---- | ---- | ---- |
| Počet obyvatel | část Červená Lhota | 259  | 244  | 270  | 263  | 255  | 289  | 314  | 255  | 274  | 227  | 190  | 174  | 202  | 193  |
| Počet domů     | část Červená Lhota | 34   | 43   | 52   | 54   | 56   | 56   | 75   | 85   | -    | 77   | 69   | 76   | 79   | 80   |

## Pamětihodnosti
- Kříž uprostřed vesnice, z roku 1823. Reliéfní výzdoba podstavce znázorňuje nástroje Kristova umučení, Pannu Marii Bolestnou, sv. Jana Nepomuckého a sv. Maří Magdalenu. Obdobná díla téhož tvůrce se nacházejí ještě na dvou místech katastru Červené Lhoty:
- Kříž na západním okraji vesnice, při silnici do Hrabí, datovaný 1822
- Kříž severovýchodně od vsi, při silnici do Řimic, datovaný 1820

## Osobnosti
- František Vodička (1812–1884), římskokatolický duchovní, zemský poslanec

## Další fotografie

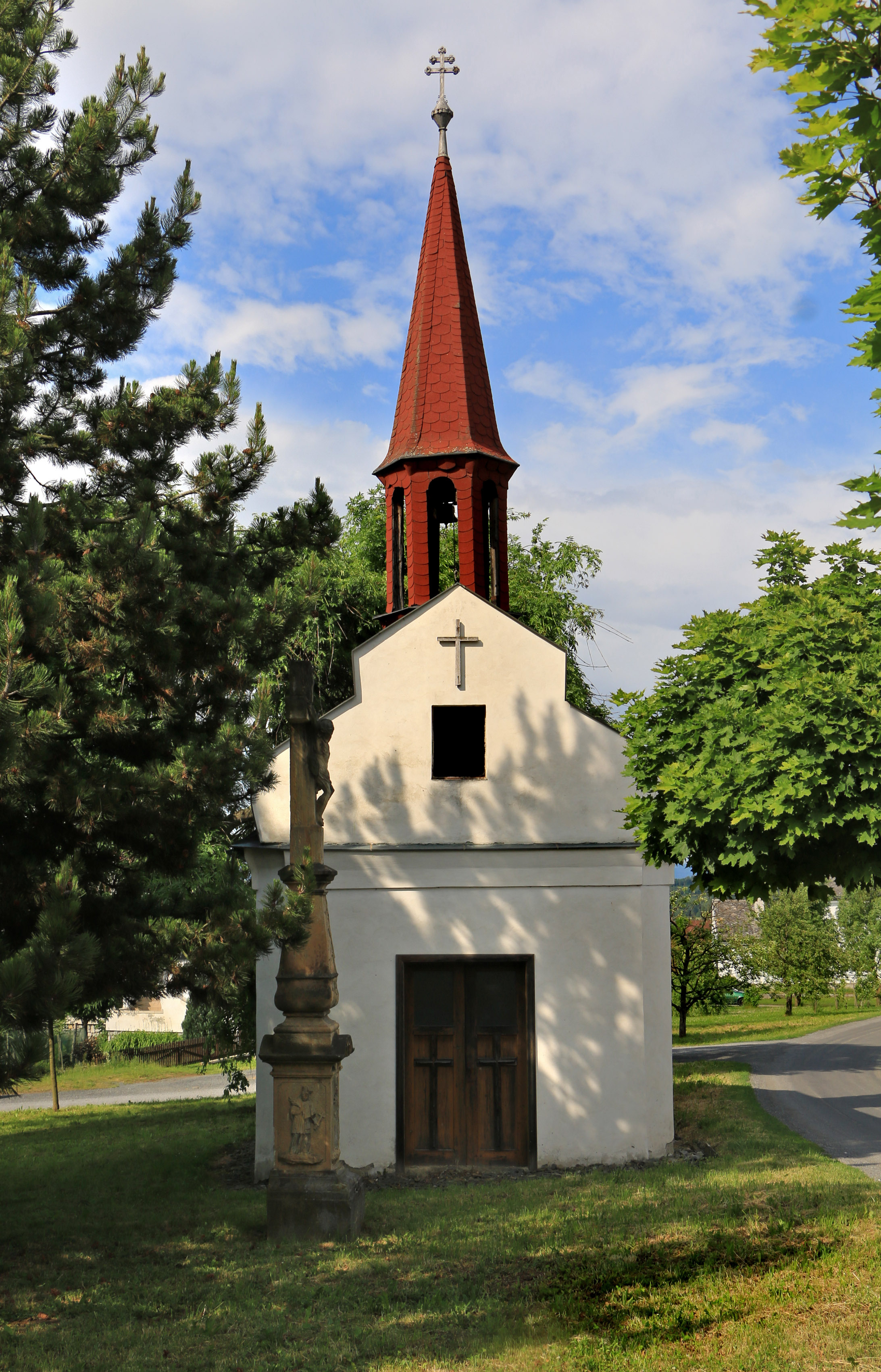
Kaple na návsi
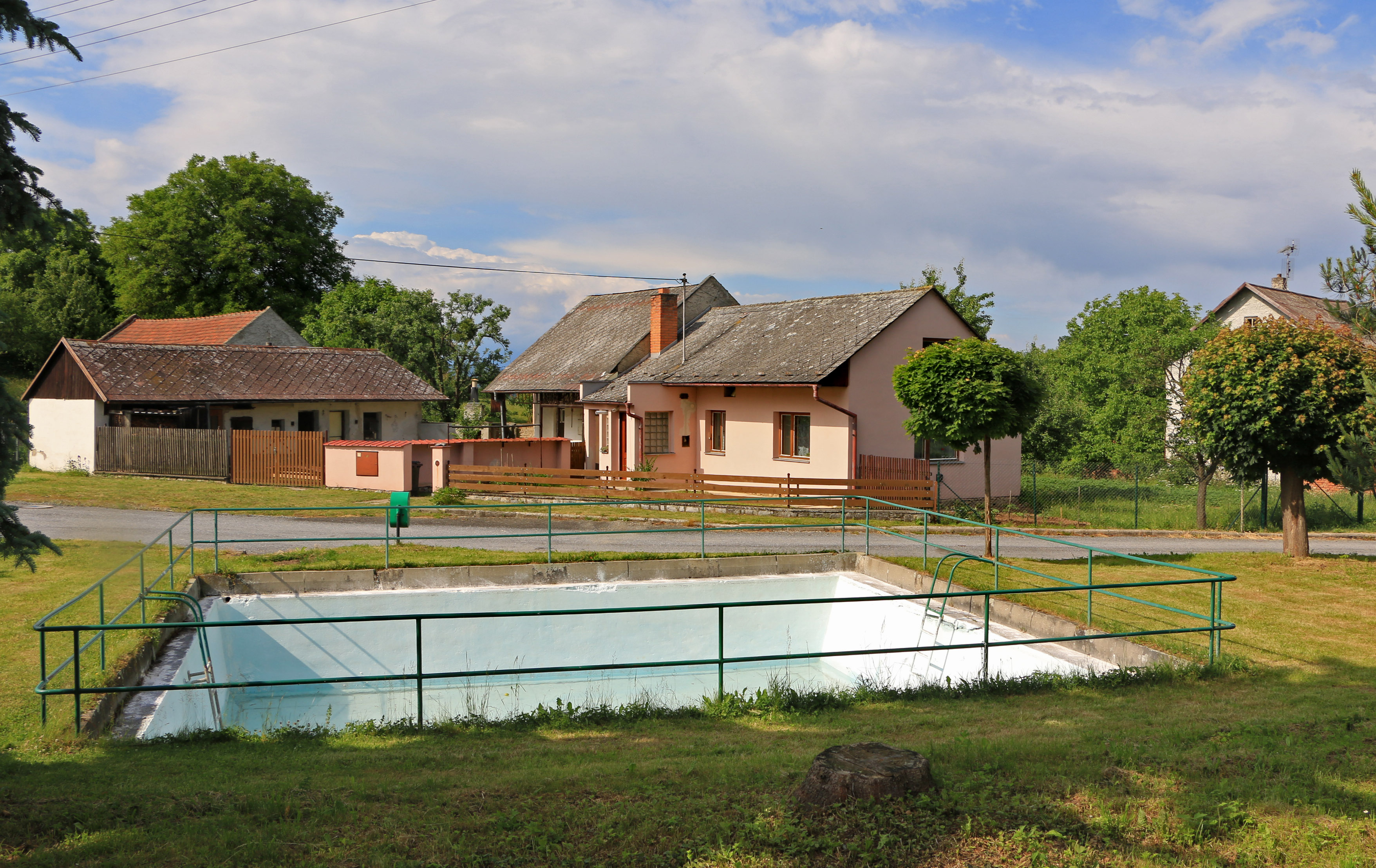
Požární nádrž
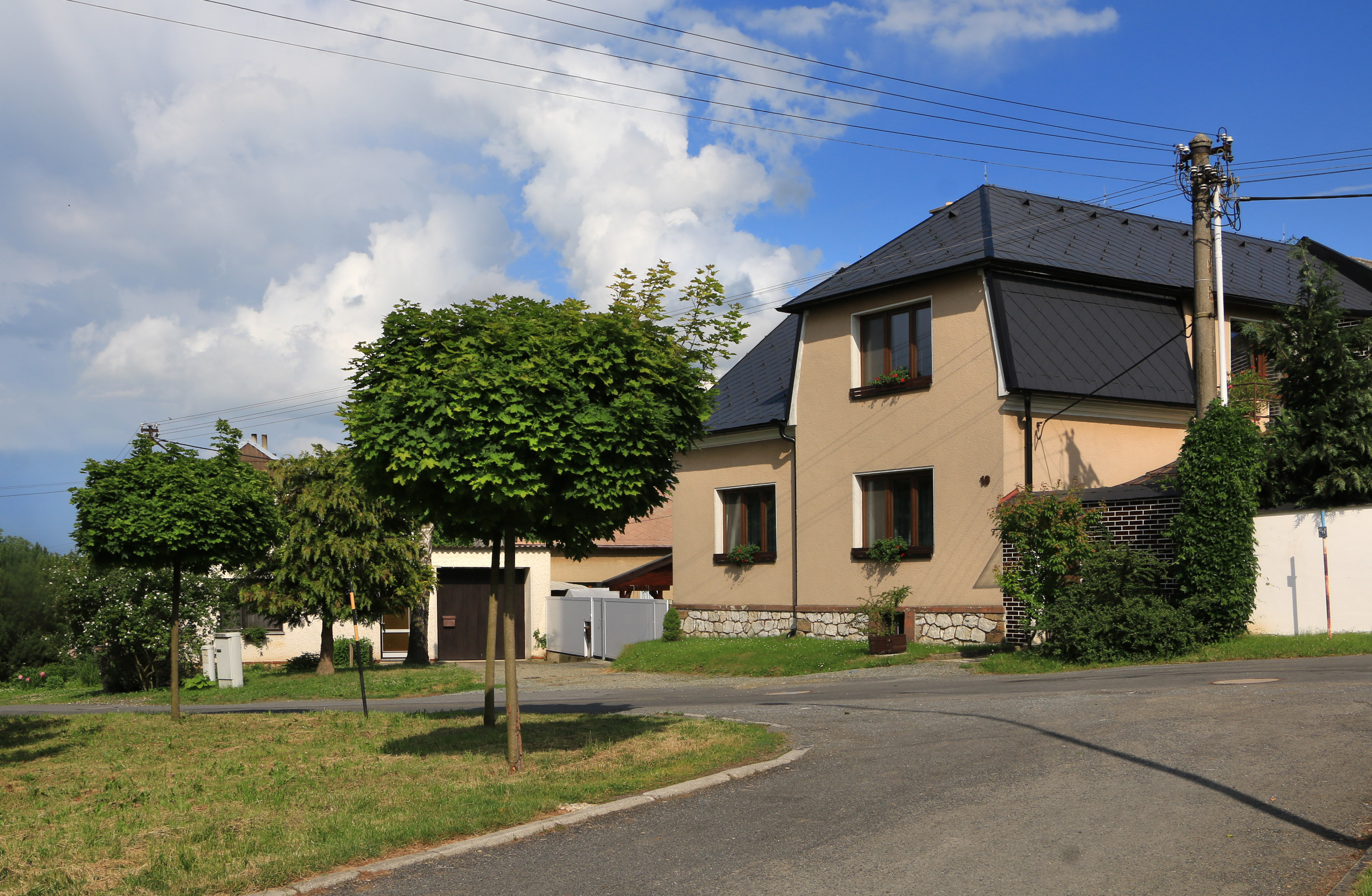
Dům čp. 19